# Saint-Victor-d'Épine
Saint-Victor-d'Épine is een gemeente in het Franse departement Eure (regio Normandië) en telt 323 inwoners (2005). De plaats maakt deel uit van het arrondissement Bernay.

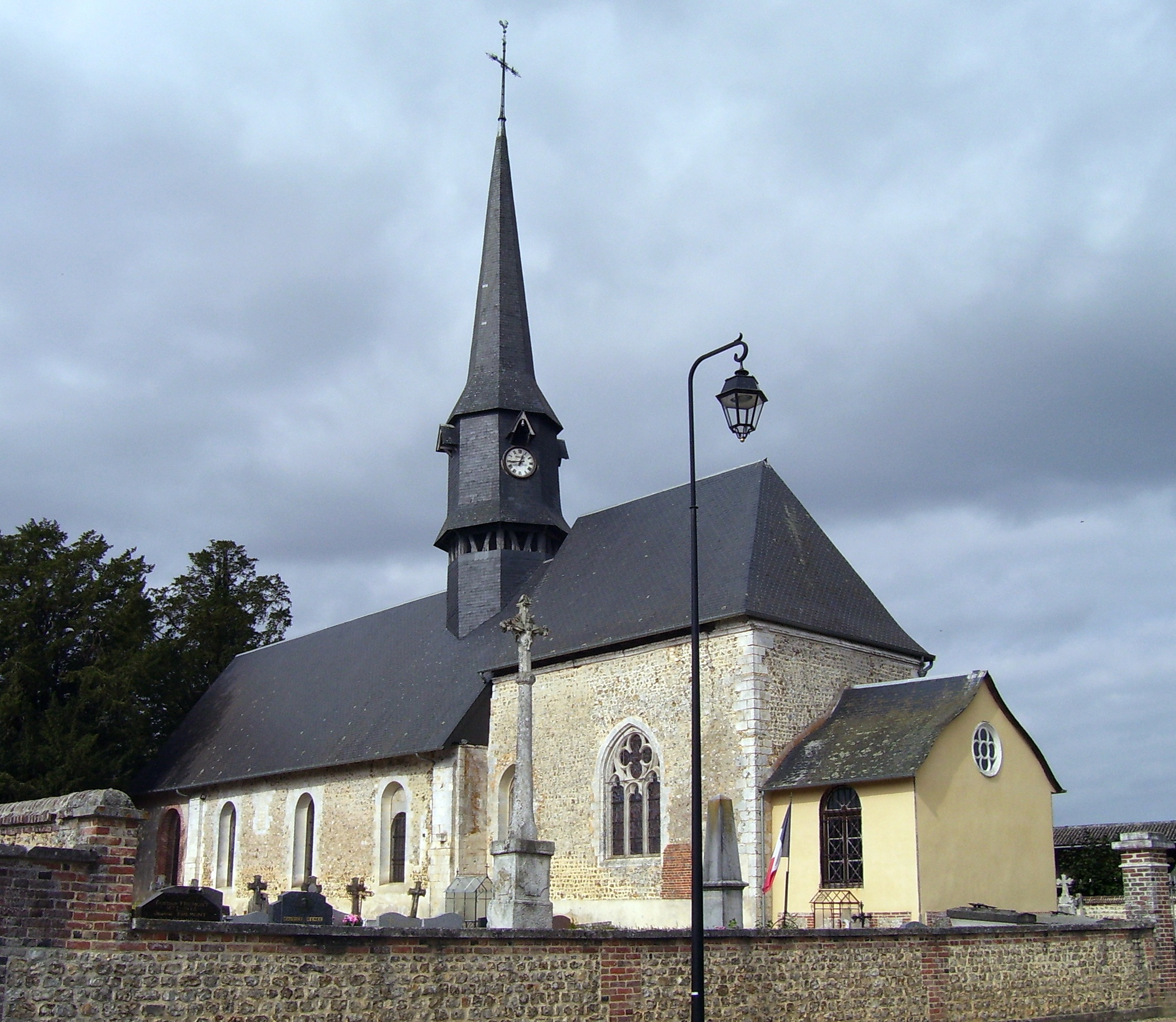
Kerk van Saint-Victor-d'Épine
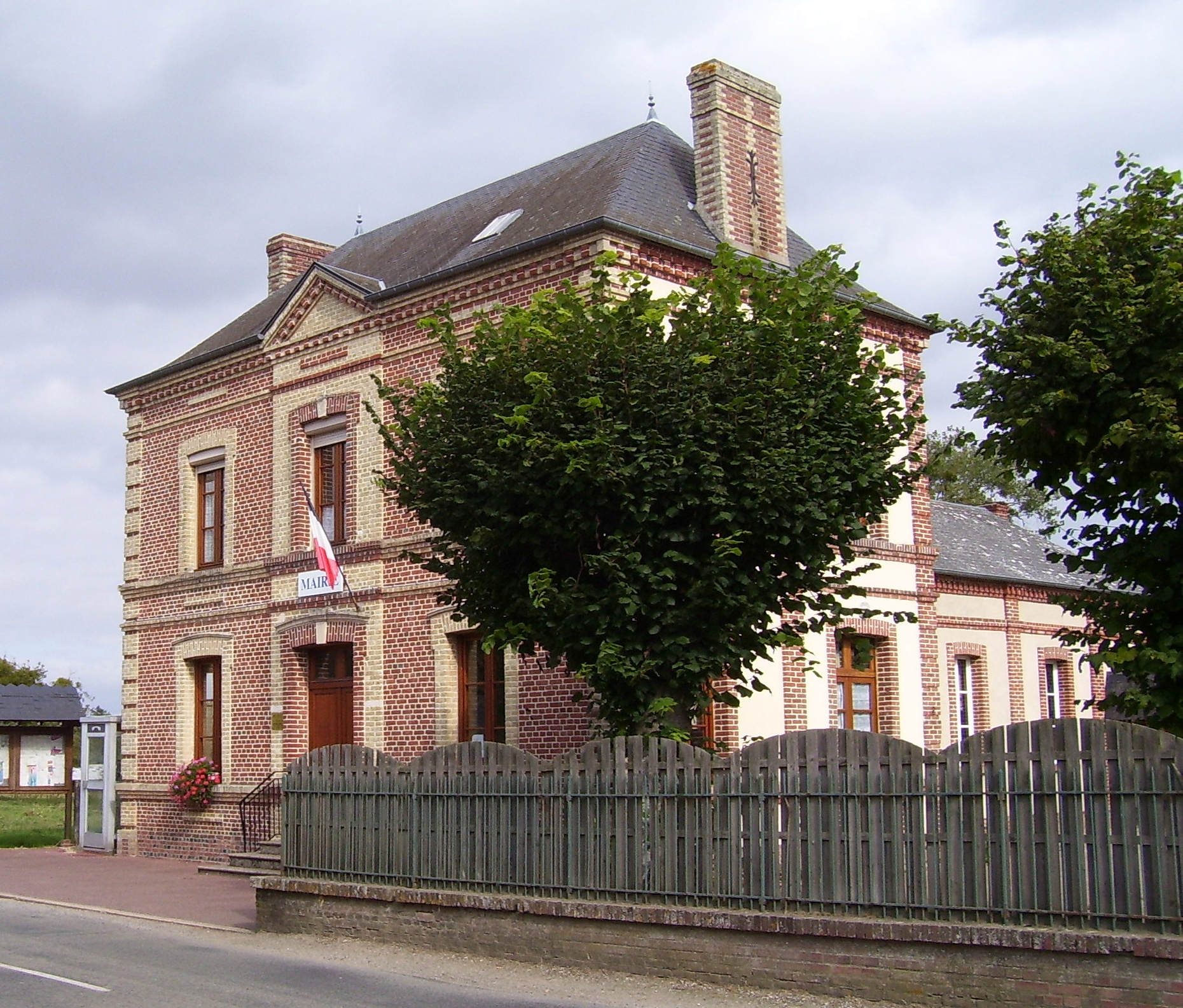
Gemeentehuis

## Geografie
De oppervlakte van Saint-Victor-d'Épine bedraagt 7,9 km², de bevolkingsdichtheid is 40,9 inwoners per km².
De onderstaande kaart toont de ligging van Saint-Victor-d'Épine met de belangrijkste infrastructuur en aangrenzende gemeenten.

## Demografie
Onderstaande figuur toont het verloop van het inwonertal (bron: INSEE-tellingen).